# 6561 Gruppetta
6561 Gruppetta este un asteroid din centura principală de asteroizi.

## Descriere
6561 Gruppetta este un asteroid din centura principală de asteroizi. A fost descoperit pe 10 octombrie 1991 la Observatorul Palomar de Lawrence, K. J.. Asteroidul prezintă o orbită caracterizată de o semiaxă mare de 2,59 ua, o excentricitate de 0,19 și o înclinație de 13,7° în raport cu ecliptica.